# 訃報 1982年3月
訃報 1982年3月（ふほう 1982ねん3がつ）では、1982年（昭和57年）3月中に物故した、又は物故が報じられた人物についてまとめる。

## （1日 - 15日）

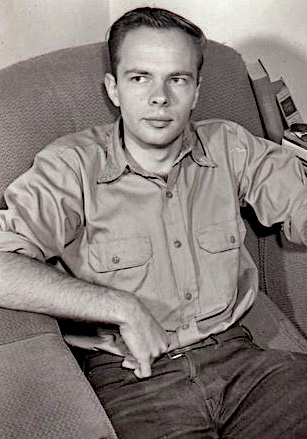
フィリップ・K・ディック／3月2日没

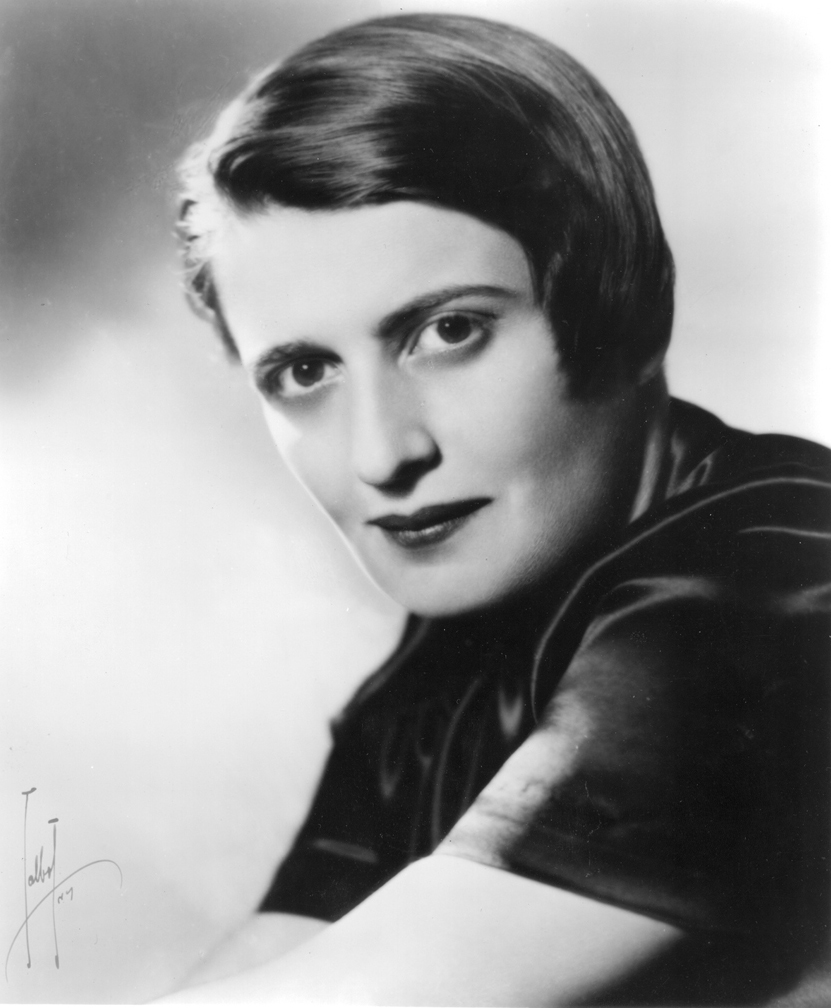
アイン・ランド／3月6日没

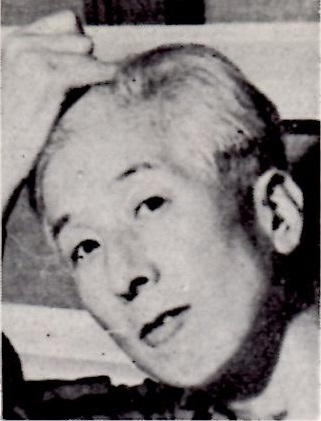
竹中郁／3月7日没

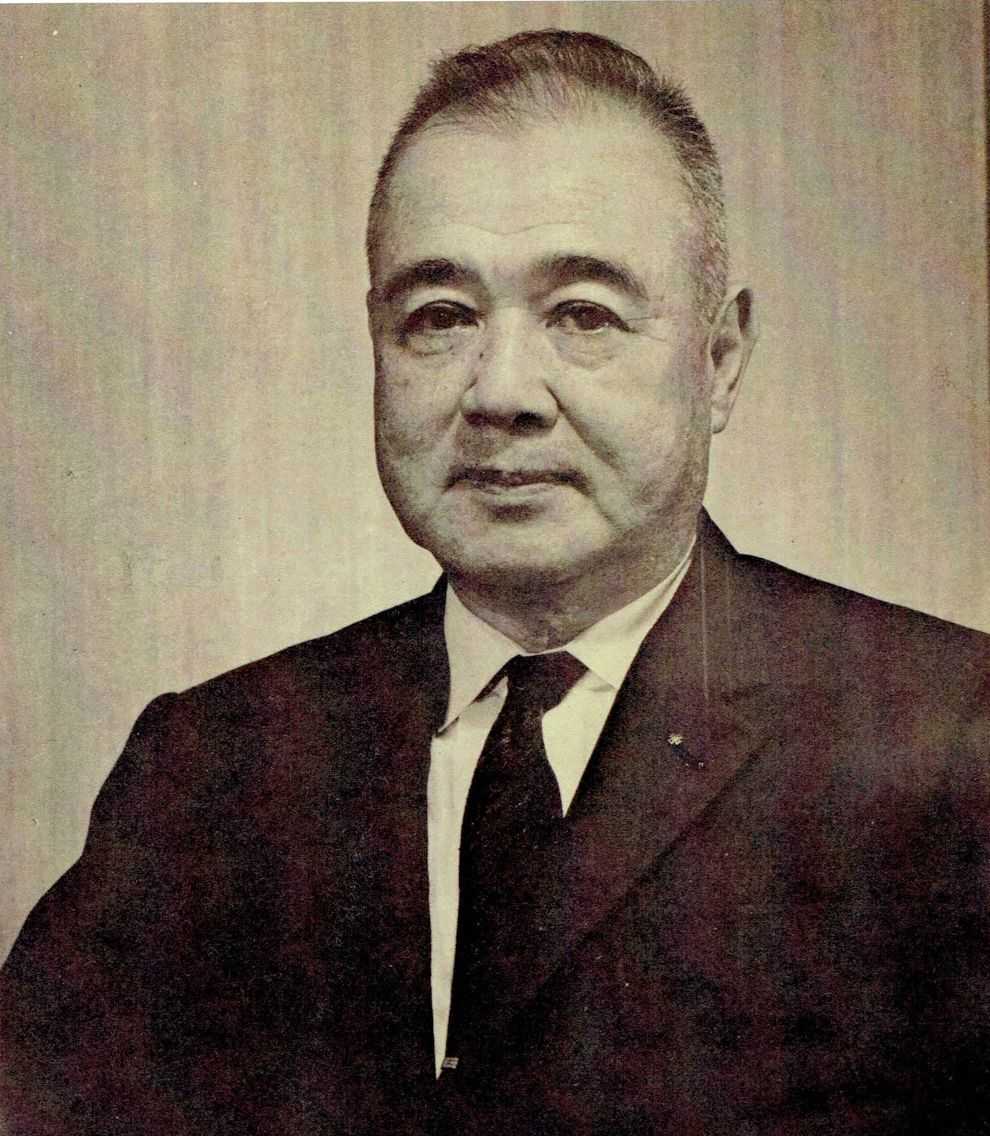
代田稔／3月10日没

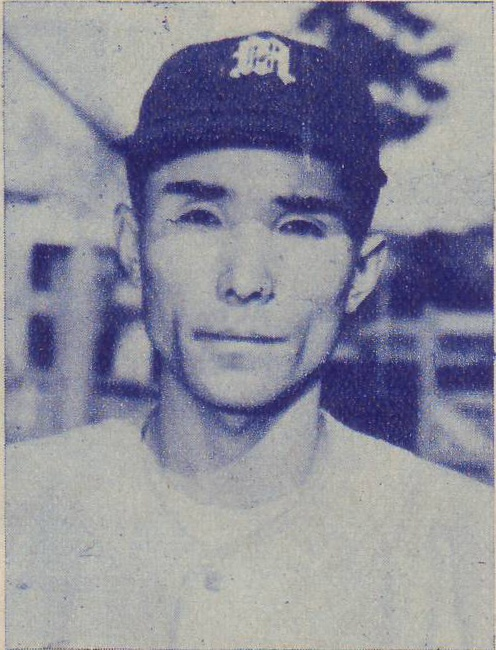
白川一／3月15日没

- 3月2日 - フィリップ・K・ディック、SF作家（* 1928年）
- 3月4日 - 人生幸朗[1]、漫才師（* 1907年）
- 3月6日 - アイン・ランド[2]、作家・哲学者（* 1905年）
- 3月7日 - 竹中郁、詩人（* 1904年）
- 3月10日 - 代田稔、医学博士・ヤクルト開発者（* 1899年）
- 3月15日 - 白川一[3]、プロ野球選手（* 1922年）

## （16日 - 31日）

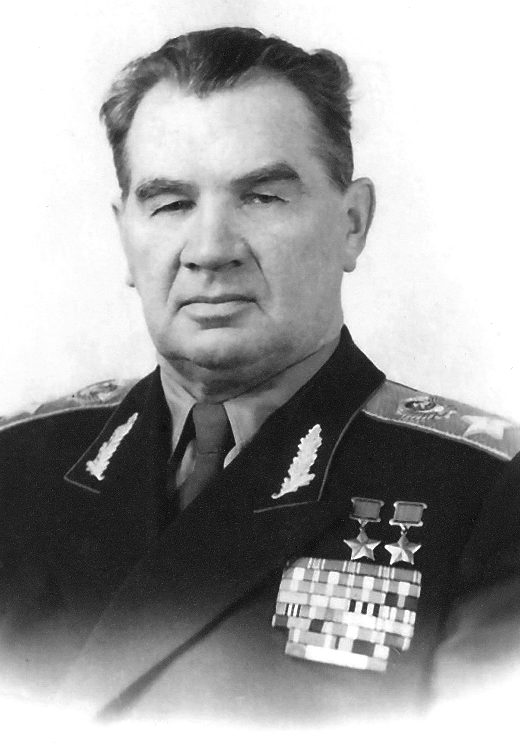
ワシーリー・チュイコフ／3月18日没

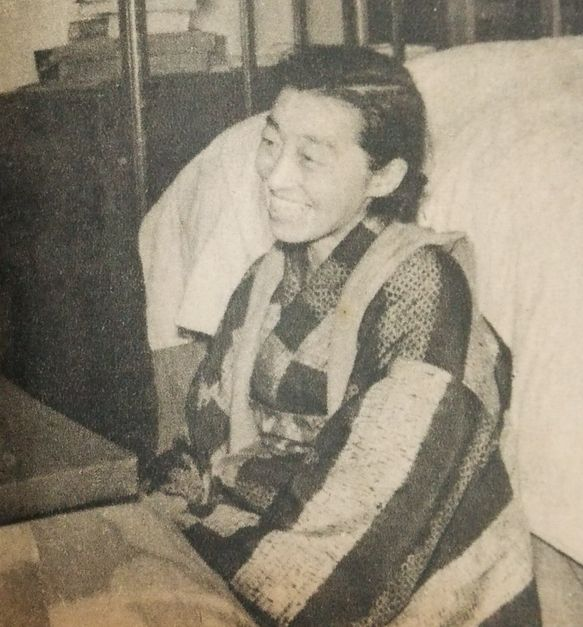
北畠八穂／3月18日没

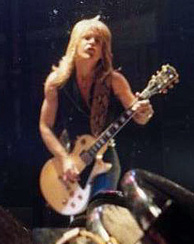
ランディ・ローズ／3月19日没

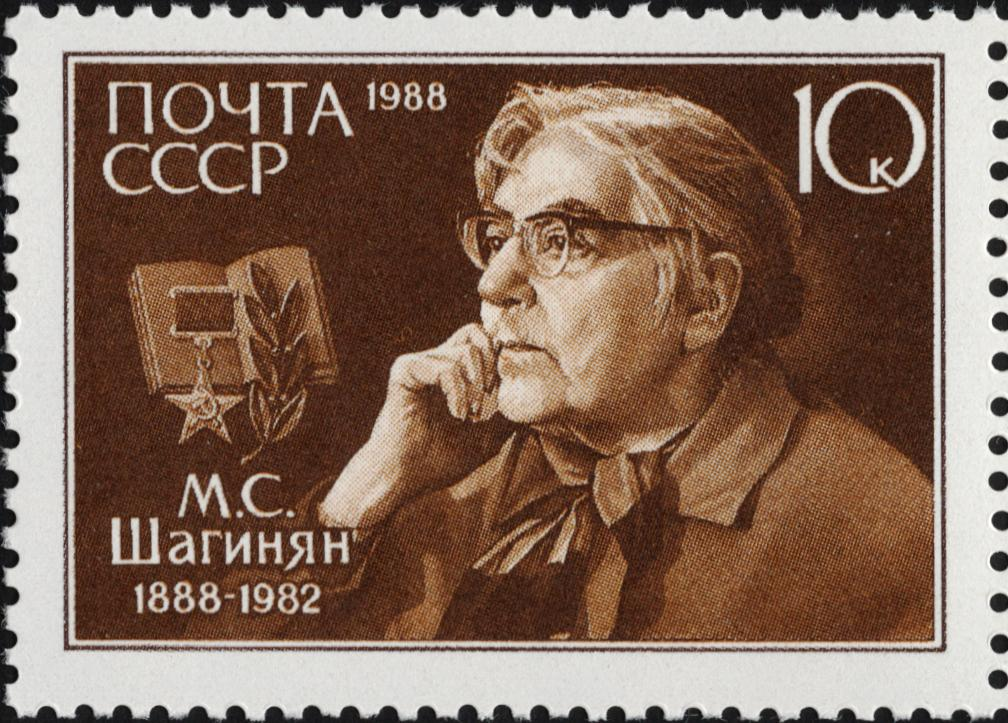
マリエッタ・シャギニャン／3月20日没

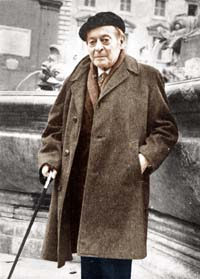
マリオ・プラーツ／3月23日没

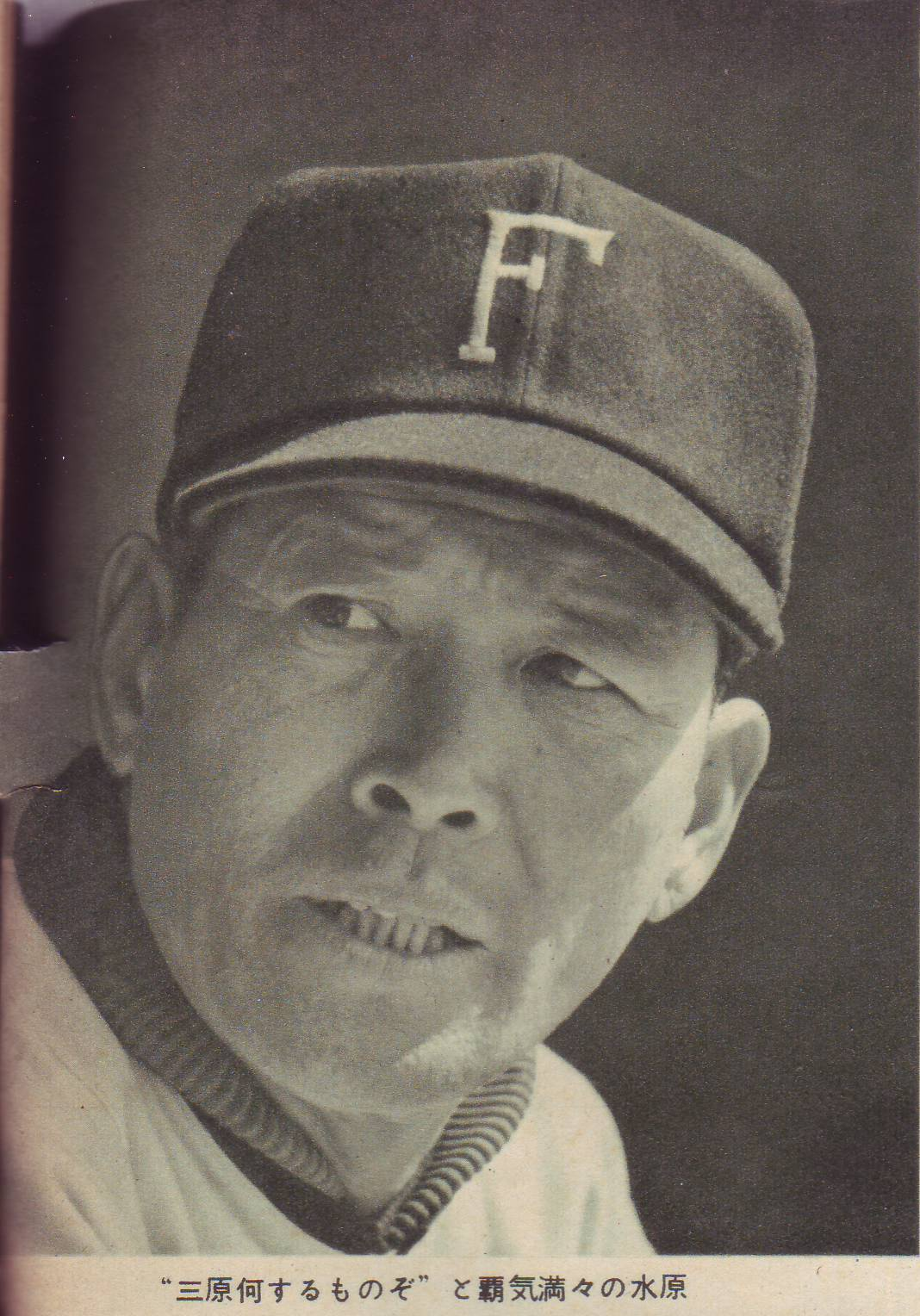
水原茂／3月26日没

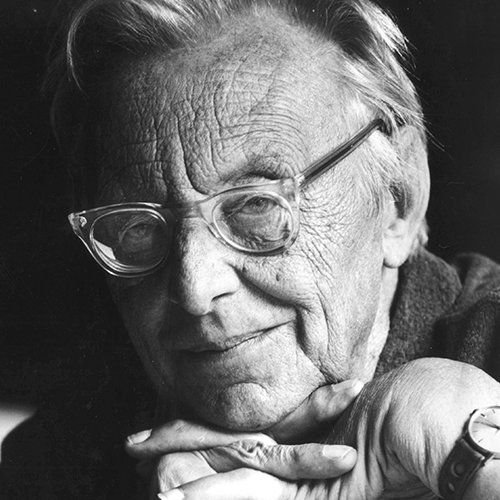
カール・オルフ／3月29日没

- 3月16日 - 藤村有弘、俳優・声優（* 1934年）
- 3月18日 - ワシーリー・チュイコフ、ソ連邦元帥（* 1900年）
- 3月18日 - 北畠八穂、詩人・児童文学作家（* 1903年）
- 3月19日 - ランディ・ローズ、ギタリスト（* 1956年）
- 3月20日 - マリエッタ・シャギニャン、作家・社会運動家（* 1888年）
- 3月23日 - マリオ・プラーツ、美術史家・文学研究者（* 1896年）
- 3月26日 - 水原茂、元プロ野球選手・プロ野球監督（* 1909年）
- 3月29日 - カール・オルフ、作曲家（* 1895年）